# Jan O. Karlsson
Jan O. Karlsson (ur. 1 czerwca 1939 w Sztokholmie, zm. 19 września 2016 tamże) – szwedzki polityk i urzędnik państwowy, działacz Szwedzkiej Socjaldemokratycznej Partii Robotniczej, w latach 1999–2001 prezes Europejskiego Trybunału Obrachunkowego, od 2002 do 2003 minister w rządzie Görana Perssona.

## Życiorys
Absolwent Uniwersytetu w Sztokholmie. Pracował jako urzędnik administracji publicznej. Był m.in. doradcą politycznym w biurze premiera, a w latach 1973–1977 odpowiadał za finanse w administracji Sztokholmu. Był również zatrudniony w strukturach Rady Nordyckiej. W latach 80. pełnił funkcję sekretarza stanu w ministerstwie rolnictwa oraz finansów. Na początku lat 90. był doradcą frakcji poselskiej socjaldemokratów, po ich powrocie do władzy objął stanowisko dyrektora generalnego ministerstwa spraw zagranicznych.
W 1995 został pierwszym szwedzkim audytorem w Europejskim Trybunale Obrachunkowym. Od 1999 do 2001 pełnił funkcję prezesa tej instytucji. W latach 2002–2003 był członkiem gabinetu Görana Perssona. Odpowiadał w nim za sprawy migracji i współpracy międzynarodowej. W 2003, po zabójstwie Anny Lindh, przez miesiąc tymczasowo kierował resortem spraw zagranicznych.

## Odznaczenia
- Krzyż Wielki Orderu Zasługi (Rumunia, 2001)[4]